# Фаркаш, Людевит
Людевит Фаркаш известный также как Людевит Вукотинович (хорв. Ljudevit Farkaš Vukotinović ; 13 января 1813, Загреб, Австрийская империя — 17 марта 1893, там же) — хорватский и иллирийский писатель
, поэт, драматург, редактор, политик, натуралист.

## Биография
Изучал философию и право в Загребе и Братиславе.
Был нотариусом, затем судьею. Как представитель хорватского парламента, где он работал с 1847 года, вместе с Иваном Кукулевичем Сакчинским отвечал за провозглашение хорватского языка официальным языком в 1847 году, выступал против мадьяризаторской политики. Начавшееся юго-славянское возрождение (Иллиризм) оказало на него огромное влияние. С ранней молодости принимал деятельное участие в литературной и политической жизни своего народа. 
Ещё в 1832 г. напечатал драму «Golub» на кайкавском наречии, а в 1833 г. — «Prvi a zadnji kip».
Став одним из наиболее ревностных сподвижников Л. Гая, принимал штокавщину (частью даже с кирилловским письмом), написал восторженные воззвания к «братьям» иллирийцам и составлял патриотические планы. Очень многие из его стихотворений напечатаны в «Данице» Л. Гая. Позднее он собрал их и издал «Pêsme i pripovêdke» в Загребе, в 1838 г. (2 изд. 1840 г.). В 1842 г. вышел новый сборник его стихотворений «Ruže i trnje», в 1844 г. появились два выпуска его исторических повестей: «Prošastnost ugarsko horvatska». Многие из стихотворений Фаркаша стали достоянием народа и распеваются во всех концах хорватской земли. С 1847 г. он был членом хорватского сейма; в 1848 г. служил майором в полку народной обороны.
В 1861 г. назначен жупаном Крижевецкого (Кёрёшского) комитата и занимал эту должность до торжества дуализма, когда сложил её с себя, не желая выполнять распоряжения, клонившиеся ко вреду хорватского народа.
В 1859—1862 г. Фаркаша издавал альманах «Лептир», где поместил много стихотворений и прозаических статей. В 1862 г. вышел сборник стихотворений Фаркаша под названием «Trnule».
Главные его естественно-научные труды:
- «Prirodoslovje» (Загреб, 1855);
- «Botanik nach dem naturhistorischen Princip» (там же, 1855);
- «Syllabus Florae Croaticae» (1857, в сотрудничестве с Шлоссером);
- «Flora Croatica» (1869).

К области сельского хозяйства относится изданная им Pametarka (1858). В 1856—1858 гг. редактировал «Gospodarski List».
Похоронен на Мирогойском кладбище.